# Coupe du monde de ski acrobatique 2005-2006
Navigation
Édition précédente Édition suivante
La Coupe du monde de ski acrobatique 2005-2006 est la vingt-septième édition de la Coupe du monde de ski acrobatique organisée par la Fédération internationale de ski. Elle comprend quatre épreuves : le ski de bosses, le saut acrobatique, le ski cross et le half-pipe.

La Française Ophélie David et le Tchèque Tomáš Kraus sont sacrés champions pour la première fois.

## Déroulement de la compétition
La saison commence avec une étape avancée début septembre dans l’hémisphère sud, à Mont Buller en Australie, avant de reprendre plus tard dans l'hémisphère nord et de se terminer mi mars 2004 à Apex Mountain Resort (en). Elle comprend seize étapes : une en Océanie, quatre en Amérique du Nord, trois en Asie (dont une première fois en Corée du Sud) et huit en Europe. Elle se déroule du 3 septembre 2005 jusqu'aux finales d'Apex des 16 au 19 mars 2006. La saison est interrompue mi-février par les Jeux olympiques de Turin.
Pour la seconde saison consécutive aucune épreuve de ski de bosses en parallèle n'est prévue, mais cette fois les épreuves de half-pipe peuvent avoir lieu.
La Française Ophélie David et le Tchèque Tomáš Kraus, tous deux spécialistes du ski cross, remportent le classement général pour la première fois. Lors de la saison précédente ils en étaient deuxièmes, dauphins respectifs de Li Nina et Jeremy Bloom.
| \| Mont Buller \| Sites des compétitions de ski acrobatique en Australie |
| Mont Buller                                                              |

| Mont Buller |

| \| Changchun Jisan Inawashiro \| Sites des compétitions de ski acrobatique en Asie |
| Changchun Jisan Inawashiro                                                         |

| Changchun Jisan Inawashiro |

| \| Mont Gabriel Deer Valley Lake Placid Apex \| Sites des compétitions de ski acrobatique en Amérique du Nord |
| Mont Gabriel Deer Valley Lake Placid Apex                                                                     |

| Mont Gabriel Deer Valley Lake Placid Apex |

| \| Tignes Oberstdorf Les Contamines Kreischberg Madonna di Campiglio Davos \| Sites des compétitions de ski acrobatique dans les Alpes |
| Tignes Oberstdorf Les Contamines Kreischberg Madonna di Campiglio Davos                                                                |

| Tignes Oberstdorf Les Contamines Kreischberg Madonna di Campiglio Davos |

| \| Mont Buller \| Sites des compétitions de ski acrobatique en Australie |
| Mont Buller                                                              |

| Mont Buller |

| \| Changchun Jisan Inawashiro \| Sites des compétitions de ski acrobatique en Asie |
| Changchun Jisan Inawashiro                                                         |

| Changchun Jisan Inawashiro |

| \| Mont Gabriel Deer Valley Lake Placid Apex \| Sites des compétitions de ski acrobatique en Amérique du Nord |
| Mont Gabriel Deer Valley Lake Placid Apex                                                                     |

| Mont Gabriel Deer Valley Lake Placid Apex |

| \| Tignes Oberstdorf Les Contamines Kreischberg Madonna di Campiglio Davos \| Sites des compétitions de ski acrobatique dans les Alpes |
| Tignes Oberstdorf Les Contamines Kreischberg Madonna di Campiglio Davos                                                                |

| Tignes Oberstdorf Les Contamines Kreischberg Madonna di Campiglio Davos |

| \| Špindleruv Mlýn Sierra Nevada \| Sites des compétitions de ski acrobatique en Europe hors Alpes |
| Špindleruv Mlýn Sierra Nevada                                                                      |

| Špindleruv Mlýn Sierra Nevada |

## Classements

### Général
La saison compte vingt-neuf épreuves : onze en saut acrobatique, onze en ski de bosses, cinq en ski cross et deux en half-pipe.
| Rang | Nom                | Points |
| ---- | ------------------ | ------ |
| 1    | Tomáš Kraus        | 86.00  |
| 2    | Dale Begg-Smith    | 75.00  |
| 3    | Roman Hofer (de)   | 57.00  |
| 4    | Dmitri Dashchinsky | 53.00  |
| 5    | Kyle Nissen        | 50.00  |

| Rang | Nom              | Points |
| ---- | ---------------- | ------ |
| 1    | Ophélie David    | 84.00  |
| 2    | Karin Huttary    | 76.00  |
| 3    | Jennifer Heil    | 75.00  |
| 4    | Magdalena Iljans | 66.00  |
| 5    | Kari Traa        | 53.00  |

### Saut acrobatique
Gravement blessée en 2004 la championne Australienne Alisa Camplin effectue un retour en vue des Jeux olympiques de Turin et ne participe qu'à quatre épreuves de coupe du monde, les dernières de sa carrière, insuffisant pour prétendre à une place au tableau d'honneur. La championne en titre Li Nina commence la saison par deux victoires, avant de marquer le pas. Avec cinq podiums dont trois victoires c'est elle qui présente le meilleur bilan de la saison en termes de victoires, mais elle ne se classe finalement que quatrième derrière la Suisse Evelyne Leu (quatre podiums dont deux victoires) la Bélarusse Ala Tsuper (six podiums dont une victoire) et une deuxième Suisse, Manuela Müller (de) (trois podiums, et devant Li Nina pour deux petits points). Chez les hommes le Bélarusse Dmitri Dashchinsky, deuxième de la spécialité en 1999 et 2004, décroche cette fois le titre grâce à sept podiums en onze concours dont quatre victoires. Il devance les Canadiens Kyle Nissen (cinq podiums dont une victoire) et Warren Shouldice (trois podiums, une victoire).
| Rang | Nom                | Points |
| ---- | ------------------ | ------ |
| 1    | Dmitri Dashchinsky | 585.00 |
| 2    | Kyle Nissen        | 549.00 |
| 3    | Warren Shouldice   | 449.00 |
| 4    | Ryan Blais (pl)    | 404.00 |
| 5    | Ryan St. Onge      | 369.00 |

| Rang | Nom                 | Points |
| ---- | ------------------- | ------ |
| 1    | Evelyne Leu         | 524.00 |
| 2    | Ala Tsuper          | 507.00 |
| 3    | Manuela Müller (de) | 438.00 |
| 4    | Li Nina             | 436.00 |
| 5    | Emily Cook          | 349.00 |

### Bosses
Pour la seconde année consécutive, il n'y a pas de ski de bosses en parallèle au programme de la Coupe du monde. Et pour la troisième année consécutive la Canadienne Jennifer Heil s'impose devant la Norvégienne Kari Traa. En fait le top 5 du classement féminin ressemble beaucoup au top 5 2005, seule l'Américaine Michelle Roark remplace l'Autrichienne Margarita Marbler à la troisième place. Mais cette saison Heil domine la discipline plus largement que les deux saisons précédentes : quatre victoires et cinq deuxièmes places, et finalement deux-cent trente-trois points d'avance sur Traa et ses cinq podiums (dont trois victoires). Chez les hommes aussi le vainqueur l'emporte largement, avec plus de trois-cent points d'avance sur son dauphin. Et il s'agit de l'Australien Dale Begg-Smith, deuxième à la fin de la saison précédente, qui confirme son éclosion de manière éclatante : huit podiums dont six victoires, plus de la moitié des courses. S'il est champion à vingt-et-un an son dauphin est encore plus jeune : Alexandre Bilodeau, Canadien de dix-huit ans qui dispute sa première saison de coupe du monde et signe trois podium dont deux victoires, la première dès la troisième course de niveau mondial de sa carrière.
| Rang | Nom                | Points |
| ---- | ------------------ | ------ |
| 1    | Dale Begg-Smith    | 821.00 |
| 2    | Alexandre Bilodeau | 506.00 |
| 3    | Sami Mustonen      | 399.00 |
| 4    | Toby Dawson        | 294.00 |
| 5    | Nathan Roberts     | 281.00 |

| Rang | Nom            | Points |
| ---- | -------------- | ------ |
| 1    | Jennifer Heil  | 829.00 |
| 2    | Kari Traa      | 586.00 |
| 3    | Michelle Roark | 528.00 |
| 4    | Nikola Sudová  | 499.00 |
| 5    | Hannah Kearney | 315.00 |

### Ski cross
La saison de ski cross ne compte que cinq épreuves et chez les femmes la hiérarchie mondiale ne change pas avec le même podium qu'en 2005 : la Française Ophélie David remporte un troisième titre d'affilée en grimpant sur tous les podiums dont deux fois sur la plus haute marche, devant l'Autrichienne Karin Huttary elle aussi sur les cinq podiums mais qui ne compte qu'une victoire (et une troisième place en plus, elle a donc quarante point de retard sur David) et la Suédoise Magdalena Iljans (les eux victoire restantes, mais « seulement » une troisième place en complément). Chez les hommes il y a un peu plus de variété sur les podiums, mais le Tchèque Tomáš Kraus domine la saison (trois victoires et une deuxième place) et conserve son titre acquis en 2005. L'Autrichien Roman Hofer (de) (une victoire et une deuxième place) et le Français Enak Gavaggio (une victoire et une troisième place) complète le tableau d'honneur.
| Rang | Nom                | Points |
| ---- | ------------------ | ------ |
| 1    | Tomáš Kraus        | 430.00 |
| 2    | Roman Hofer (de)   | 286.00 |
| 3    | Enak Gavaggio      | 221.00 |
| 4    | Stanley Hayer      | 219.00 |
| 5    | Jesper Brugge (de) | 195.00 |

| Rang | Nom                     | Points |
| ---- | ----------------------- | ------ |
| 1    | Ophélie David           | 420.00 |
| 2    | Karin Huttary           | 380.00 |
| 3    | Magdalena Iljans        | 329.00 |
| 4    | Méryll Boulangeat       | 217.00 |
| 5    | Josefiina Kilpinen (fi) | 169.00 |

### Half-pipe
Après les déboires de la saison 2004-2005, le half-pipe retrouve sa place dans le calendrier de la coupe du monde avec deux épreuves au programme. Chez les femmes la Française Anaïs Caradeux, première puis sixième des deux étapes, remporte le titre devant la Suisse Mirjam Jäger (deuxième et dixième) et la Canadienne Sarah Burke (l'autre victoire). Chez les hommes la victoire du Finlandais Kalle Leinonen est limpide puisqu'il remporte les deux courses et le globe de cristal devant le Canadien Mike Riddle (deuxième et huitième) et le Français Xavier Bertoni (sixième et quatrième).
| Rang | Nom                  | Points |
| ---- | -------------------- | ------ |
| 1    | Kalle Leinonen       | 200.00 |
| 2    | Mike Riddle          | 112.00 |
| 3    | Xavier Bertoni       | 90.00  |
| 4    | Matthew Hayward (pl) | 89.00  |
| 5    | Anders Winter        | 80.00  |

| Rang | Nom                 | Points |
| ---- | ------------------- | ------ |
| 1    | Anaïs Caradeux      | 140.00 |
| 2    | Mirjam Jäger        | 106.00 |
| 3    | Sarah Burke         | 100.00 |
| 4    | Jennifer Hudak      | 80.00  |
| 5    | Rosalind Groenewoud | 68.00  |

## Calendrier et podiums

### Hommes
| Date                                             | Lieu                      | Épreuve   | Vainqueur                                                   | Second                                                      | Troisième                                                   |
| ------------------------------------------------ | ------------------------- | --------- | ----------------------------------------------------------- | ----------------------------------------------------------- | ----------------------------------------------------------- |
| 3 septembre 2005                                 | Mont Buller               | Saut      | Jeret Peterson                                              | Kyle Nissen                                                 | Joe Pack                                                    |
| 4 septembre 2005                                 | Mont Buller               | Saut      | Ryan St. Onge                                               | Eric Bergoust                                               | Alexei Grishin                                              |
| 14 décembre 2005                                 | Tignes                    | Bosses    | Tapio Luusua                                                | Yugo Tsukita                                                | Sami Mustonen                                               |
| 16 décembre 2005                                 | Changchun                 | Saut      | Warren Shouldice                                            | Dmitri Dashchinsky                                          | Kyle Nissen                                                 |
| 18 décembre 2005                                 | Changchun                 | Saut      | Dmitri Dashchinsky                                          | Kyle Nissen                                                 | Steve Omischl                                               |
| 18 décembre 2005                                 | Oberstdorf                | Bosses    | Dale Begg-Smith                                             | Travis Mayer                                                | Michael Robertson (en)                                      |
| 7 janvier 2006                                   | Mont Gabriel              | Bosses    | Alexandre Bilodeau                                          | Jeremy Bloom                                                | Janne Lahtela                                               |
| 8 janvier 2006                                   | Mont Gabriel              | Saut      | Kyle Nissen                                                 | Jeff Bean                                                   | Warren Shouldice                                            |
| 13 janvier 2006                                  | Deer Valley               | Saut      | Ryan St. Onge                                               | Joe Pack                                                    | Dmitri Dashchinsky                                          |
| 13 janvier 2006                                  | Deer Valley               | Bosses    | Toby Dawson                                                 | Janne Lahtela                                               | Dale Begg-Smith                                             |
| 14 janvier 2006                                  | Deer Valley               | Saut      | Dmitri Dashchinsky                                          | Warren Shouldice                                            | Kyle Nissen                                                 |
| 14 janvier 2006                                  | Les Contamines            | Ski cross | Tomáš Kraus                                                 | Massimiliano Iezza (de)                                     | Enak Gavaggio                                               |
| 15 janvier 2006                                  | Les Contamines            | Half-pipe | Kalle Leinonen                                              | Kalle Leinonen                                              | Alexandre Laube (pl)                                        |
| 20 janvier 2006                                  | Kreischberg               | Ski cross | Tomáš Kraus                                                 | Michael Schmid                                              | Markus Wittner (de)                                         |
| 20 janvier 2006                                  | Lake Placid               | Bosses    | Dale Begg-Smith                                             | Alexandre Bilodeau                                          | Toby Dawson                                                 |
| 21 janvier 2006                                  | Lake Placid               | Saut      | Ryan Blais (pl)                                             | Jeff Bean                                                   | Jeret Peterson                                              |
| 22 janvier 2006                                  | Lake Placid               | Bosses    | Dale Begg-Smith                                             | Sami Mustonen                                               | Tapio Luusua                                                |
| 28 janvier 2006                                  | Madonna di Campiglio      | Bosses    | Dale Begg-Smith                                             | Sami Mustonen                                               | Janne Lahtela                                               |
| 3 février 2006                                   | Špindlerův Mlýn           | Ski cross | Enak Gavaggio                                               | Karl Heinz Molling (de)                                     | Markus Wittner (de)                                         |
| 4 février 2006                                   | Špindlerův Mlýn           | Bosses    | Alexandre Bilodeau                                          | Dale Begg-Smith                                             | Nathan Roberts                                              |
| 5 février 2006                                   | Špindlerův Mlýn           | Saut      | Dmitri Dashchinsky                                          | Han Xiaopeng                                                | Dmitri Rak                                                  |
| Jeux olympiques de Turin (10 au 26 février 2006) |                           |           |                                                             |                                                             |                                                             |
| 1er mars 2006                                    | Jisan Forest Resort       | Bosses    | Dale Begg-Smith                                             | Guilbaut Colas                                              | David Digravio (pl)                                         |
| 3 mars 2006                                      | Davos                     | Saut      | Steve Omischl                                               | Alexei Grishin                                              | Aleš Valenta                                                |
| 5 mars 2006                                      | Inawashiro                | Bosses    | Mikko Ronkainen                                             | Kai Ozaki (pl)                                              | Pierre-Alexandre Rousseau                                   |
| 11 mars 2006                                     | Sierra Nevada             | Ski cross | Tomáš Kraus                                                 | Roman Hofer (de)                                            | Stanley Hayer                                               |
| 12 mars 2006                                     | Sierra Nevada             | Ski cross | Roman Hofer (de)                                            | Tomáš Kraus                                                 | Stanley Hayer                                               |
| Finales                                          |                           |           |                                                             |                                                             |                                                             |
| 16 mars 2006                                     | Apex Mountain Resort (en) | Ski cross | Épreuve annulée, reprise par Sierra Nevada le 12 mars 2006. | Épreuve annulée, reprise par Sierra Nevada le 12 mars 2006. | Épreuve annulée, reprise par Sierra Nevada le 12 mars 2006. |
| 17 mars 2006                                     | Apex Mountain Resort (en) | Half-pipe | Kalle Leinonen                                              | Anders Murud (pl)                                           | Matthew Hayward (pl)                                        |
| 18 mars 2006                                     | Apex Mountain Resort (en) | Bosses    | Dale Begg-Smith                                             | Warren Tanner (pl)                                          | Guilbaut Colas                                              |
| 19 mars 2006                                     | Apex Mountain Resort (en) | Saut      | Dmitri Dashchinsky                                          | Ryan Blais (pl)                                             | Aleš Valenta                                                |

### Femmes
| Date                                             | Lieu                      | Épreuve   | Vainqueur                                                   | Second                                                      | Troisième                                                   |
| ------------------------------------------------ | ------------------------- | --------- | ----------------------------------------------------------- | ----------------------------------------------------------- | ----------------------------------------------------------- |
| 3 septembre 2005                                 | Mont Buller               | Saut      | Li Nina                                                     | Xu Nannan                                                   | Ala Tsuper                                                  |
| 4 septembre 2005                                 | Mont Buller               | Saut      | Li Nina                                                     | Ala Tsuper                                                  | Cheng Shuang                                                |
| 14 décembre 2005                                 | Tignes                    | Bosses    | Hannah Kearney                                              | Jennifer Heil                                               | Sara Kjellin (sv)                                           |
| 16 décembre 2005                                 | Changchun                 | Saut      | Jiao Wang                                                   | Zhao Shanshan (pl)                                          | Evelyne Leu                                                 |
| 18 décembre 2005                                 | Changchun                 | Saut      | Xu Nannan                                                   | Zhang Xin                                                   | Veronika Bauer                                              |
| 18 décembre 2005                                 | Oberstdorf                | Bosses    | Jennifer Heil                                               | Kristi Richards                                             | Nikola Sudová                                               |
| 7 janvier 2006                                   | Mont Gabriel              | Bosses    | Kari Traa                                                   | Jennifer Heil                                               | Nikola Sudová                                               |
| 8 janvier 2006                                   | Mont Gabriel              | Saut      | Evelyne Leu                                                 | Manuela Müller (de)                                         | Tetiana Kozaczenko (pl)                                     |
| 13 janvier 2006                                  | Deer Valley               | Saut      | Lydia Ierodiaconou                                          | Manuela Müller (de)                                         | Li Nina                                                     |
| 13 janvier 2006                                  | Deer Valley               | Bosses    | Michelle Roark                                              | Jennifer Heil                                               | Sara Kjellin (sv)                                           |
| 14 janvier 2006                                  | Deer Valley               | Saut      | Guo Xinxin                                                  | Veronika Bauer                                              | Ala Tsuper                                                  |
| 14 janvier 2006                                  | Les Contamines            | Ski cross | Karin Huttary                                               | Ophélie David                                               | Magdalena Iljans                                            |
| 15 janvier 2006                                  | Les Contamines            | Half-pipe | Anaïs Caradeux                                              | Mirjam Jäger                                                | Marta Ahrenstedt (pl)                                       |
| 20 janvier 2006                                  | Kreischberg               | Ski cross | Magdalena Iljans                                            | Ophélie David                                               | Karin Huttary                                               |
| 20 janvier 2006                                  | Lake Placid               | Bosses    | Michelle Roark                                              | Stéphanie St-Pierre                                         | Kari Traa                                                   |
| 21 janvier 2006                                  | Lake Placid               | Saut      | Evelyne Leu                                                 | Anna Zukal (pl)                                             | Amber Peterson (en)                                         |
| 22 janvier 2006                                  | Lake Placid               | Bosses    | Kari Traa                                                   | Jennifer Heil                                               | Jillian Vogtli (en)                                         |
| 28 janvier 2006                                  | Madonna di Campiglio      | Bosses    | Jennifer Heil                                               | Hannah Kearney                                              | Margarita Marbler                                           |
| 3 février 2006                                   | Špindlerův Mlýn           | Ski cross | Ophélie David                                               | Karin Huttary                                               | Josefiina Kilpinen (fi)                                     |
| 4 février 2006                                   | Špindlerův Mlýn           | Bosses    | Kari Traa                                                   | Sandra Laoura                                               | Michelle Roark                                              |
| 5 février 2006                                   | Špindlerův Mlýn           | Saut      | Li Nina                                                     | Ala Tsuper                                                  | Manuela Müller (de)                                         |
| Jeux olympiques de Turin (10 au 26 février 2006) |                           |           |                                                             |                                                             |                                                             |
| 1er mars 2006                                    | Jisan Forest Resort       | Bosses    | Jennifer Heil                                               | Kari Traa                                                   | Hannah Kearney                                              |
| 3 mars 2006                                      | Davos                     | Saut      | Jacqui Cooper                                               | Ala Tsuper                                                  | Evelyne Leu                                                 |
| 5 mars 2006                                      | Inawashiro                | Bosses    | Jennifer Heil                                               | Sandra Laoura                                               | Aiko Uemura                                                 |
| 11 mars 2006                                     | Sierra Nevada             | Ski cross | Ophélie David                                               | Méryll Boulangeat                                           | Karin Huttary                                               |
| 12 mars 2006                                     | Sierra Nevada             | Ski cross | Magdalena Iljans                                            | Karin Huttary                                               | Ophélie David                                               |
| Finales                                          |                           |           |                                                             |                                                             |                                                             |
| 16 mars 2006                                     | Apex Mountain Resort (en) | Ski cross | Épreuve annulée, reprise par Sierra Nevada le 12 mars 2006. | Épreuve annulée, reprise par Sierra Nevada le 12 mars 2006. | Épreuve annulée, reprise par Sierra Nevada le 12 mars 2006. |
| 17 mars 2006                                     | Apex Mountain Resort (en) | Half-pipe | Sarah Burke                                                 | Jennifer Hudak                                              | Ingrid Berntsen (en)                                        |
| 18 mars 2006                                     | Apex Mountain Resort (en) | Bosses    | Nikola Sudová                                               | Jennifer Heil                                               | Hannah Kearney                                              |
| 19 mars 2006                                     | Apex Mountain Resort (en) | Saut      | Ala Tsuper                                                  | Cheng Shuang                                                | Emily Cook                                                  |

### Résultats officiels
1. ↑  (en) « Mt. Buller (AUS) World Cup - Men's aerials », sur fis-ski.com (consulté le 22 mars 2021)
2. ↑  (en) « Mt. Buller (AUS) World Cup - Men's aerials », sur fis-ski.com (consulté le 22 mars 2021)
3. ↑  (en) « Tignes (FRA) World Cup - Men's moguls », sur fis-ski.com (consulté le 22 mars 2021)
4. ↑  (en) « Changchun (CHN) World Cup - Men's aerials », sur fis-ski.com (consulté le 22 mars 2021)
5. ↑  (en) « Changchun (CHN) World Cup - Men's aerials », sur fis-ski.com (consulté le 22 mars 2021)
6. ↑  (en) « Oberstdorf (GER) World Cup - Men's moguls », sur fis-ski.com (consulté le 22 mars 2021)
7. ↑  (en) « Mont Gabriel (CAN) World Cup - Men's Moguls », sur fis-ski.com (consulté le 22 mars 2021)
8. ↑  (en) « Mont Gabriel (CAN) World Cup - Men's aerials », sur fis-ski.com (consulté le 22 mars 2021)
9. ↑  (en) « Deer Valley (USA) World Cup - Men's aerials », sur fis-ski.com (consulté le 23 mars 2021)
10. ↑  (en) « Deer Valley (USA) World Cup - Men's moguls », sur fis-ski.com (consulté le 23 mars 2021)
11. ↑  (en) « Deer Valley (USA) World Cup - Men's aerials », sur fis-ski.com (consulté le 23 mars 2021)
12. ↑  (en) « Les Contamines (FRA) World Cup - Men's ski cross », sur fis-ski.com (consulté le 23 mars 2021)
13. ↑  (en) « Les Contamines (FRA) World Cup - Men's halfpipe », sur fis-ski.com (consulté le 23 mars 2021)
14. ↑  (en) « Kreischberg (AUT) World Cup - Men's ski cross », sur fis-ski.com (consulté le 23 mars 2021)
15. ↑  (en) « Lake Placid, NY (USA) World Cup - Men's moguls », sur fis-ski.com (consulté le 23 mars 2021)
16. ↑  (en) « Lake Placid, NY (USA) World Cup - Men's aerials », sur fis-ski.com (consulté le 23 mars 2021)
17. ↑  (en) « Lake Placid, NY (USA) World Cup - Men's moguls », sur fis-ski.com (consulté le 23 mars 2021)
18. ↑  (en) « Madonna di Campiglio (ITA) World Cup - Men's moguls », sur fis-ski.com (consulté le 23 mars 2021)
19. ↑  (en) « Spindleruv Mlyn (CZE) World Cup - Men's ski cross », sur fis-ski.com (consulté le 23 mars 2021)
20. ↑  (en) « Spindleruv Mlyn (CZE) World Cup - Men's moguls », sur fis-ski.com (consulté le 23 mars 2021)
21. ↑  (en) « Spindleruv Mlyn (CZE) World Cup - Men's aerials », sur fis-ski.com (consulté le 23 mars 2021)
22. ↑  (en) « Jisan (KOR) World Cup - Men's moguls », sur fis-ski.com (consulté le 23 mars 2021)
23. ↑  (en) « Davos (SUI) World Cup - Men's aerials », sur fis-ski.com (consulté le 23 mars 2021)
24. ↑  (en) « Inawashiro (JPN) World Cup - Men's dual moguls », sur fis-ski.com (consulté le 23 mars 2021)
25. ↑  (en) « Sierra Nevada (ESP) World Cup - Men's ski cross », sur fis-ski.com (consulté le 23 mars 2021)
26. ↑  (en) « Sierra Nevada (ESP) World Cup - Men's ski cross », sur fis-ski.com (consulté le 23 mars 2021)
27. ↑  (en) « Apex (CAN) World Cup - Men's aerials », sur fis-ski.com (consulté le 23 mars 2021)
28. ↑  (en) « Apex (CAN) World Cup - Men's moguls », sur fis-ski.com (consulté le 23 mars 2021)
29. ↑  (en) « Apex (CAN) World Cup - Men's aerials », sur fis-ski.com (consulté le 23 mars 2021)
30. ↑  (en) « Mt. Buller (AUS) World Cup - Women's aerials », sur fis-ski.com (consulté le 23 mars 2021)
31. ↑  (en) « Mt. Buller (AUS) World Cup - Women's aerials », sur fis-ski.com (consulté le 23 mars 2021)
32. ↑  (en) « Tignes (FRA) World Cup - Women's moguls », sur fis-ski.com (consulté le 23 mars 2021)
33. ↑  (en) « Changchun (CHN) World Cup - Women's aerials », sur fis-ski.com (consulté le 23 mars 2021)
34. ↑  (en) « Changchun (CHN) World Cup - Women's aerials », sur fis-ski.com (consulté le 23 mars 2021)
35. ↑  (en) « Oberstdorf (GER) World Cup - Women's moguls », sur fis-ski.com (consulté le 23 mars 2021)
36. ↑  (en) « Mont Gabriel (CAN) World Cup - Women's Moguls », sur fis-ski.com (consulté le 23 mars 2021)
37. ↑  (en) « Mont Gabriel (CAN) World Cup - Women's aerials », sur fis-ski.com (consulté le 23 mars 2021)
38. ↑  (en) « Deer Valley (USA) World Cup - Women's aerials », sur fis-ski.com (consulté le 23 mars 2021)
39. ↑  (en) « Deer Valley (USA) World Cup - Women's moguls », sur fis-ski.com (consulté le 23 mars 2021)
40. ↑  (en) « Deer Valley (USA) World Cup - Women's aerials », sur fis-ski.com (consulté le 23 mars 2021)
41. ↑  (en) « Les Contamines (FRA) World Cup - Women's ski cross », sur fis-ski.com (consulté le 23 mars 2021)
42. ↑  (en) « Les Contamines (FRA) World Cup - Women's halfpipe », sur fis-ski.com (consulté le 23 mars 2021)
43. ↑  (en) « Kreischberg (AUT) World Cup - Women's ski cross », sur fis-ski.com (consulté le 23 mars 2021)
44. ↑  (en) « Lake Placid, NY (USA) World Cup - Women's moguls », sur fis-ski.com (consulté le 23 mars 2021)
45. ↑  (en) « Lake Placid, NY (USA) World Cup - Women's aerials », sur fis-ski.com (consulté le 23 mars 2021)
46. ↑  (en) « Lake Placid, NY (USA) World Cup - Women's moguls », sur fis-ski.com (consulté le 23 mars 2021)
47. ↑  (en) « Madonna di Campiglio (ITA) World Cup - Women's moguls », sur fis-ski.com (consulté le 23 mars 2021)
48. ↑  (en) « Spindleruv Mlyn (CZE) World Cup - Women's ski cross », sur fis-ski.com (consulté le 23 mars 2021)
49. ↑  (en) « Spindleruv Mlyn (CZE) World Cup - Women's moguls », sur fis-ski.com (consulté le 23 mars 2021)
50. ↑  (en) « Spindleruv Mlyn (CZE) World Cup - Women's aerials », sur fis-ski.com (consulté le 23 mars 2021)
51. ↑  (en) « Jisan (KOR) World Cup - Women's moguls », sur fis-ski.com (consulté le 23 mars 2021)
52. ↑  (en) « Davos (SUI) World Cup - Women's aerials », sur fis-ski.com (consulté le 23 mars 2021)
53. ↑  (en) « Inawashiro (JPN) World Cup - Women's dual moguls », sur fis-ski.com (consulté le 23 mars 2021)
54. ↑  (en) « Sierra Nevada (ESP) World Cup - Women's ski cross », sur fis-ski.com (consulté le 23 mars 2021)
55. ↑  (en) « Sierra Nevada (ESP) World Cup - Women's ski cross », sur fis-ski.com (consulté le 23 mars 2021)
56. ↑  (en) « Apex (CAN) World Cup - Women's aerials », sur fis-ski.com (consulté le 23 mars 2021)
57. ↑  (en) « Apex (CAN) World Cup - Women's moguls », sur fis-ski.com (consulté le 23 mars 2021)
58. ↑  (en) « Apex (CAN) World Cup - Women's aerials », sur fis-ski.com (consulté le 23 mars 2021)